# Svältkobben
Svältkobben är ett skär i Åland (Finland). Det ligger i Skärgårdshavet och i kommunen Kökar i landskapet Åland, i den sydvästra delen av landet. Ön ligger omkring 68 kilometer öster om Mariehamn och omkring 220 kilometer väster om Helsingfors.
Öns area är 2,2 hektar och dess största längd är 220 meter i öst-västlig riktning. Trakten är glest befolkad. Närmaste större samhälle är Kökar, 11,5 km nordväst om Svältkobben.